# إيوان أليكساندرو
إيوان أليكساندرو (بالرومانية: Ioan Alexandru)‏ هو شاعر وسياسي روماني، ولد في 25 ديسمبر 1941 بمقاطعة كلوج في رومانيا، وتوفي في 16 سبتمبر 2000. انتخب عضو مجلس شيوخ رومانيا ‏ وانتخب عضو مجلس النواب في رومانيا.

## روابط خارجية
- إيوان أليكساندرو على موقع ميوزك برينز (الإنجليزية)